# Cándido María Trigueros
Cándido Melchor María Trigueros Díaz de Lara y Luján (Orgaz, Toledo, 4 de setembre de 1736 - Madrid, 20 de maig de 1798), va ser un escriptor, hebraista, traductor i dramaturg espanyol.

## Biografia
Els seus avis paterns provenien de Burguillos, (província de Toledo). Cándido era fill d'un comptador del Palau Reial, Melchor Trigueros Díaz de Lara. La família es va traslladar des d'Orgaz a Madrid l'any 1739. Cándido, quan tenia setze anys, va acompanyar al bisbe de Còrdova Francisco de Solís Folch de Cardona a la seva diòcesi, i quan aquest bisbe va ser nomenat bisbe de Sevilla també hi anà.
L'any 1756 s'ordenà subdiaca a Sevilla, i obtingé un benefici eclesiàstic a Carmona i un altre a Pilas. Va estudiar Dret amb Fernando de Ceballos i matamàtiques amb el col·laborador de Pablo de Olavide Domingo Morico. Cándido ingressà en la Real Academia Sevillana de Buenas Letras el 1758; per a l'ingrés va compondre un Elogio de San Isidoro. També formà part de la Sociedad Económica de Sevilla i de la Real Academia de la Historia. Va ser amic de Gaspar Melchor de Jovellanos però va ser molt satiritzat per Tomás de Iriarte, Juan Pablo Forner, Leandro Fernández de Moratín i Juan Meléndez Valdés.

## Trigueros com a dramaturg
El 1784 guanyà el concurs teatral convocat per l'Ajuntament de Madrid amb la seva comèdia Los menestrales, junt a Juan Meléndez Valdés i la seva Las bodas de Camacho, totes dues dins del neoclassicisme. Hi va haver polèmica pel fet que ambdós eren amics del president del concurs, Melchor Gaspar de Jovellanos. La conclusió d'aquesta obra teatral és que la veritable noblesa està en el treball.
Abans que aquesta Los menestrales, Trigueros ja havia compost altres obres teatrals, com ara les tragèdies Las Bacanales o Ciane de Syracusa i El Viting, de 1767; Egilona i El Cerco de Tarifa, ambdues del 1768, i les comèdies El tacaño, del 1763, Duendes hay, señor Don Gil i Juan de Buen Alma, o El gazmoño, del 1768, adaptació d'El Tartuf de Molière que va ser delatada a la Inquisició per contenir una sàtira de la hipocresia religiosa. Es conserva una traducció seva de Racine: Ifigenia en Aulide, i de l'Electra de Crébillon. Una traducció no literal de la comèdia L'indiscret de Voltaire és la seva Don Amador.
Altres obres de Trigueros són: Teatro español burlesco o Quijote de los teatros, publicat el 1802; entre els entremesos que va escriure hi ha El pleito del cuerno, Cada loco con su tema, El poeta cómico, La comedia casera i El muerto resucitado.

## Trigueros com a hebraista
Als mateixos anys que Francesc Pérez Bayer, Trigueros va iniciar estudis d'orientalisme: el 19 de setembre de 1767 va pronunciar el seu discurs d'ingrés a la Real Academia Sevillana de Buenas Letras sobre l'origen del nom “Espanya”, treball interessant i original on refusava la tesi tradicional difosa per Samuel Bochart en els capítols dedicats als fenicis a Espanya de la seva Geographia sacra (París, 1646), segons la qual span significa 'illa o terra de conills', i Cándido plantejava una nova interpretació amb el significat de 'nord o septentrió', amb la qual cosa el nom d'Espanya derivaria del terme Y SPN, que el mateix que en fenici i en hebreu significa 'costa septentrional'. Aquesta teoria, com moltes altres de Trigueros, va romandre en l'oblit, però coincideix més amb les dels especialistes actuals. El 1771, Trigueros redactà uns Rudimentos o Instituciones gramáticas de la lengua Hebrea para enseñanza de principiantes, treball que restà manuscrit i probablement és la base de l'obra Grammaticae hebraicae et chaldaicae (París, 1724-1726) de Pierre Guarin, que era el manual més utilitzat en l'època. El 25 de juny de 1773 Trigueros llegí a la Academia de Buenas Letras de Sevilla un Discurso persuadiendo al estudio de la lengua hebrea, i també deixà manuscrits un Breve examen sobre los antiguos alfabetos españoles i un Diccionario de raíces hebreo-castellanas. Pel que fa a l'hebraisme, va ser amic de Juan José Heydeck.

## Obres
- El poeta filósofo. O poesías filiosóficas en verso parámetro. Sevilla: [ s.n.], 1774-1777.- Imprenta de Manuel Nicolás Vázquez.
- El viage al cielo del Poeta Filósofo. Sevilla: [ s.n.], 1777.- Oficina de Don Manuel Nicolás Vázquez.
- La Riada. Descríbese la terrible inundación que molestó a Sevilla en los últimos días del año 1783, i los primeros de 1784. Sevilla: Officina de Vázquez y Compañía, 1784 (facsímil Pentalfa Ediciones,1989)
- San Felipe Neri al clero. Sevilla: Vázquez y compañía, 1784. Edición enmendada por su autor.
- Los menestrales. Comedia premiada por la villa de Madrid, para representarse en el teatro del Príncipe con motivo de los festejos públicos que executa por el feliz nacimiento de los serenísimos infantes Carlos y Felipe, y ajuste definitivo de la paz. Madrid: Antonio de Sancha, 1784 (N'hi ha edició moderna de Francisco Aguilar Piñal, Carmona: Ayuntamiento y Universidad de Sevilla, 1997).
- El precipitado. Comedia de don Cándido María Trigueros. Manuel Nicolás Vázques, antonio Hidalgo y compañía, 1785. N'hi ha edició moderna de Piedad Bolaños (Sevilla: Ediciones Alfar, S.A., 1989)
- El Viting. Tragedia en cinco actos. Barcelona: [18 - -?]. Impr. Juan Francisco Piferrer.
- Teatro español burlesco ó Quixote de los teatros, por el maestro Crispín Caramillo cum notis variorum, Madrid: Imp. Villalpando, 1802. Edició moderna, introducció i notes de María José Rodríguez Sánchez de León, Salamanca 2001.
- El verso suelto y la rima, dissertació llegida en l'Academia de Buenas Letras de Sevilla el 14 de juny de 1766.
- Los enamorados o Galatea y sus bodas: Historia pastoral comenzada por Miguel de Cervantes Saavedra. Abreviada después y continuada y últimamente concluida por D. Cándido María Trigueros. Madrid: Imprenta Real, 1798, 2 vols.
- Mis pasatiempos. Almacén de fruslerías agradables. Madrid: Viuda de López (Calle de las Aguas), 1804.
- Sancho Ortiz De Las Roelas, Tragedia Arreglada, Madrid: Imprenta de Vega y Compañía, 1814.
- Memoria sobre el nombre España (1767) edició, introducció i notes de Francisco Aguilar Piñal. Madrid / Sevilla: Real Academia de la Historia / Real Academia Sevillana de Buenas Letras, 2001.
- Relación de las fiestas, regocijos y limosnas que celebraron, prepararon y repartieron los diez gremios mayores de la ciudad de Sevilla con motivo de la... 17 de enero de 1784.
- La esclavizada, refundició de La esclava de su galán de Lope de Vega estrenada a Madrid el 1803, però no impresa.